# Fabio Assunção
Fabio Assunção Pinto (São Paulo, 10 de agosto de 1971) é um ator e diretor teatral brasileiro, amplamente conhecido por seu trabalho em telenovelas da TV Globo. Conquistou diversos prêmios por sua atuação na televisão. Na vida política, o ator filiou-se ao Partido dos Trabalhadores (PT) em 2017.

## Biografia
Na infância, Fabio teve aulas de piano por dois anos e meio, depois de violão clássico, popular, canto e coral. Com apenas 15 anos, sabendo tocar guitarra e piano, ele chegou a montar uma banda chamada Delta T, mas o sonho acabou por falta de dinheiro e tempo para praticar. Fabio iniciou a faculdade de publicidade, até que um dia ele viu um anúncio de um curso de teatro na Fundação das Artes, em São Caetano, o qual resolveu fazer. Isso foi o começo de uma brilhante carreira. Uma semana depois de ter levado seu currículo à Rede Globo e ter sido escolhido em um teste, ele já estava gravando Meu Bem, Meu Mal, sua primeira novela. Posteriormente, seguiram-se vários outros trabalhos, tornando-se um dos atores preferidos de Gilberto Braga.
Em 1991, interpretou um dos mocinhos jovens da novela Vamp, de Antônio Calmon, fazendo par com Cláudia Ohana. Seguiu-se outro mocinho no ano seguinte, 1992: o romântico Caio de De Corpo e Alma, de Glória Perez, na qual fazia par romântico com Daniella Perez, filha da autora. Após esse trabalho, em 1993, viveu seu primeiro vilão, em Sonho Meu, de Marcílio Moraes, vivendo Jorge, um empresário inescrupuloso, neto de Paula (Beatriz Segall). Emendou mais um trabalho, e sem férias, entrou para o elenco de Pátria Minha voltando a ser um mocinho, o honesto Rodrigo, sua primeira parceria com Gilberto Braga. Após esse trabalho, tirou férias, retornando somente em 1996, quando fez sucesso na pele do coprotagonista Marcos Mezenga em O Rei do Gado, trama de Benedito Ruy Barbosa. Logo depois, entre 1997 e 1998, foi um dos protagonistas do grande sucesso de Manoel Carlos, Por Amor, vivendo o complexo empresário Marcelo de Barros Mota. Em 1999 interpretou outro protagonista em Força de um Desejo, o herói Inácio. Depois viriam outros mocinhos, em Coração de Estudante e Paraíso Tropical, respectivamente o dedicado professor Edu e o apaixonado e honesto Daniel. Também participou de várias minisséries e seriados como protagonista, entre elas: Labirinto, Os Maias, Mad Maria e Copas de Mel. Foi indicado duas vezes ao Troféu Imprensa, na categoria "Melhor Ator", por sua interpretação como Marcos Mezenga em O Rei do Gado em 1996 e como o vilão Renato Mendes de Celebridade em 2004. Esse mesmo personagem de Celebridade acabou lhe dando os prêmios Qualidade Brasil (2004) e Contigo (2004).
Em 2008, foi escalado para interpretar Dodi, em A Favorita, porém desistiu, tendo seu papel feito por Murilo Benício. Ainda em 2008, integrou o elenco de Negócio da China, mas deixou a novela para se tratar da dependência química.
Em 2009, ganhou o prêmio de "Melhor Ator" no Festival de Cinema Brasileiro de Los Angeles, por sua interpretação no filme Bellini e o Demônio. Retornou à televisão como o protagonista da minissérie Dalva e Herivelto - Uma Canção de Amor. Por esta minissérie, onde atuou ao lado de Adriana Esteves foi indicado ao Emmy Internacional na categoria melhor ator, ainda em 2009 Fabio ganhou o prêmio Arte Qualidade Brasil de Melhor Ator Série ou Minissérie de Televisão e o Prêmio Contigo 2011 de Televisão como Melhor Ator de Série.

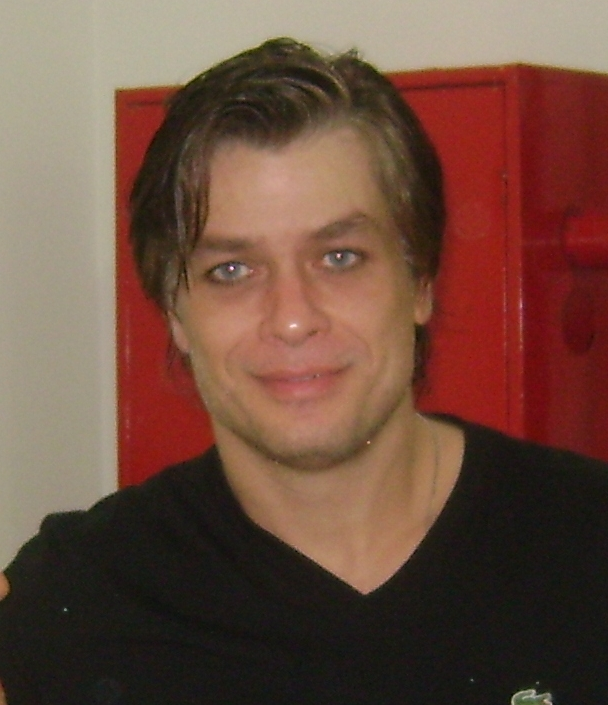
Fabio em 2011.

Em 2010, foi escalado para interpretar o vilão Léo em Insensato Coração, mas deixou o elenco, alegando não estar preparado para o ritmo intenso de gravações de uma novela. Sua atitude foi critica pelo autor Aguinaldo Silva pelo fato de ter abandonado a novela Insensato Coração.
Para o tratamento de sua dependência química, Fabio afastou-se das atividades, passando por clínicas nos Estados Unidos e depois em duas clínicas no Brasil. Em entrevista concedida ao jornal Folha de S.Paulo em junho de 2011, afirmou que, mesmo tendo alta na clínica, seu tratamento "não acaba", continuando com seções de psicanálise, e já estaria pronto para novos desafios no cinema e na televisão.
Em 2011, volta para televisão para viver o Jorge no seriado de sucesso Tapas & Beijos, um dono de uma boate, onde é casado com Sueli (Andréa Beltrão). Em 2012, esteve cotado para viver Max, em Avenida Brasil, mas devido ao compromisso com a série Tapas & Beijos, não pôde integrar a novela. Estreou como diretor teatral em agosto de 2012 com o espetáculo "Expresso do Por do Sol", adaptação de Maria Adelaide Amaral para a peça Sunset Limited.
Entre 2015 e 2016, viveu um dos melhores momentos de sua carreira, ao dar vida ao playboy Arthur, dono de uma agência de modelos, na novela de grande sucesso Totalmente Demais. Na trama seu personagem se envolveu com Juliana Paes e Marina Ruy Barbosa. No ano seguinte protagoniza ao lado de Drica Moraes a série A Fórmula, no papel de Ricardo Montenegro. Em 2018, interpreta Ramiro Curió na supersérie / novela das onze Onde Nascem os Fortes, onde arranca elogios da crítica e do público.
Em 2017 após novos problemas com drogas, o ator recebeu apoio da Globo para tratamento do vício na Argentina.

## Vida pessoal
Na década de 90, Fabio namorou por três anos a atriz Cristiana Oliveira e durante seis anos a atriz Cláudia Abreu.
Teve um relacionamento de oito anos com Priscila Borgonovi, com quem teve o filho João, nascido em 2003. Ele também é pai de Ella Felipa, nascida em 2011, fruto de sua união com a fotógrafa Karina Tavares.
Após o divórcio, Fabio teve breves relacionamentos com as atrizes Camilla Camargo, Pally Siqueira e Carol Macedo.
Em abril de 2018, ele assumiu o namoro com a atriz Maria Ribeiro, que chegou ao fim em agosto, reataram em outubro, terminando novamente em novembro.
Em 1 de outubro de 2020 casou-se com a advogada Ana Verena, com quem tem uma filha, Alana. O casal se separou em 2023.
Em 2023 entrou para o curso de Ciências Sociais da PUC-SP.

## Controvérsias
Fabio já foi detido por duas vezes, por motivos distintos. A primeira delas, em junho de 2017, em Arcoverde, no sertão pernambucano, ocorreu por desacato em uma festa de São João. Ele responde ao processo em liberdade após pagamento de fiança.
A segunda prisão ocorreu em maio de 2018, em São Paulo, após envolver-se em um acidente de trânsito e recusar-se a fazer o teste do bafômetro. Ele foi autuado por embriaguez ao volante e responde por esse processo em liberdade após pagamento de fiança no valor de 48 mil reais. Assunção terá sua carteira de motorista suspensa pelo período de um ano.
Em 2018, o grupo La Furia lançou a música batizada Fabio Assunção que satirizava a imagem do ator. O grupo se defendeu dizendo que era uma homenagem enquanto Fabio rebateu que ridicularizar uma doença não tem graça. Fabio sugeriu que a renda dos direitos autorais fosse doada. Em 2020,  ganhou 50 mil reais, da qual, metade do dinheiro foi para o É de Lei, centro de convivência de São Paulo que trabalha com redução de danos e a outra parte, para uma instituição que cuida de gestão de política de drogas na Bahia.
Em novembro de 2023, Fabio foi acusado de agredir a ex-mulher, Ana Verena. Fabio Assunção e Ana Verena teriam tido uma briga na madrugada de 14 de outubro que acabou com a intervenção da polícia. Os moradores teriam escutado Ana gritar por socorro.

## Filmografia

### Televisão
| Ano     | Título                                        | Personagem                           | Nota                                           |
| ------- | --------------------------------------------- | ------------------------------------ | ---------------------------------------------- |
| 1990    | Meu Bem, Meu Mal                              | Marco Antônio Venturini              |                                                |
| 1991    | Vamp                                          | Felipe Ramos Rocha (Lipe)            |                                                |
| 1992    | De Corpo e Alma                               | Caio Pastore                         |                                                |
| 1993    | Sonho Meu                                     | Jorge Candeias de Sá                 |                                                |
| 1994    | Pátria Minha                                  | Rodrigo Laport                       |                                                |
| 1995    | Você Decide                                   | Daniel                               | Episódio: "Agora ou Nunca"                     |
| 1996    | O Rei do Gado                                 | Marcos Mezenga                       |                                                |
| 1997    | A Comédia da Vida Privada                     | Marcelo                              | Episódio: "O Que Você Vai Ser Quando Crescer?" |
| 1997    | A Comédia da Vida Privada                     | César                                | Episódio: "A Voz do Coração"                   |
| 1997    | Por Amor                                      | Marcelo de Barros Motta              |                                                |
| 1998    | Labirinto                                     | André Meireles                       |                                                |
| 1999    | Força de um Desejo                            | Inácio Silveira Sobral               |                                                |
| 2001    | Os Maias                                      | Carlos Eduardo da Maia               |                                                |
| 2001    | Brava Gente                                   | Cid                                  | Episódio: "A Grã-Fina de Copacabana"           |
| 2002    | Coração de Estudante                          | Eduardo Feitosa (Edu)                |                                                |
| 2003    | Os Normais                                    | Leandro                              | Episódio "Querer é Poder"                      |
| 2003    | Celebridade                                   | Renato Mendes                        |                                                |
| 2003    | A Grande Família                              | Maurício                             | Episódio: "Quem Ama Não Casa"                  |
| 2003    | A Grande Família                              | Maurício                             | Episódio: "O Troco"                            |
| 2003    | A Grande Família                              | Maurício                             | Episódio: "Eu Vou Tirar Você Deste Lugar"      |
| 2004    | Casseta & Planeta, Urgente!                   | Ele mesmo                            | Episódio: "1 de junho"                         |
| 2005    | Mad Maria                                     | Dr. Richard Finnegan                 |                                                |
| 2006    | JK                                            | João César de Oliveira               | Episódio: "3 de janeiro"                       |
| 2006    | Belíssima                                     | Marcelo Assumpção (voz)              | Episódios: "12–15 de maio"                     |
| 2006    | Copas de Mel                                  | Salvador                             | Episódio: "1998"                               |
| 2007    | Paraíso Tropical                              | Daniel Bastos                        |                                                |
| 2008    | Negócio da China                              | Heitor Alonso                        | Episódios: "6 de outubro–14 de novembro"       |
| 2010    | Dalva e Herivelto: Uma canção de Amor         | Herivelto Martins                    |                                                |
| 2010    | S.O.S. Emergência                             | Edgar                                | Episódio: "Tem Pai que é Cego"                 |
| 2010    | Clandestinos: o Sonho Começou                 | Ele mesmo                            | Episódio: "4 de novembro"                      |
| 2011    | Ti Ti Ti                                      | Fernando Flores                      | Episódio: "18 de março"                        |
| 2011–15 | Tapas & Beijos                                | Jorgeney Almeida (Jorge)             |                                                |
| 2012    | As Brasileiras                                | Pablo Ponti                          | Episódio: "A Sexóloga de Floripa"              |
| 2015    | Totalmente Demais                             | Arthur Carneiro Velmont de Alcântara |                                                |
| 2017    | A Fórmula                                     | Ricardo Montenegro                   |                                                |
| 2018    | Onde Nascem os Fortes                         | Carlos Ramiro Castro (Ramiro Curió)  |                                                |
| 2020    | Todas as Mulheres do Mundo                    | Ruy                                  |                                                |
| 2020    | Vai que Cola                                  | Ele mesmo                            | Episódio "Um Aniversário Diferente"            |
| 2021    | Onde Está Meu Coração                         | Dr. David Meireles                   |                                                |
| 2022    | Desalma                                       | Traian Troader                       |                                                |
| 2022    | Sob Pressão                                   | Marcelo                              | Episódio: "12"                                 |
| 2022    | Pacto Brutal: O Assassinato de Daniella Perez | Ele mesmo                            | Documentário                                   |
| 2022    | Todas as Flores                               | Humberto Barreto                     |                                                |
| 2023    | Fim                                           | Ciro                                 |                                                |
| 2024    | Mania de Você                                 | Alfredo Gurgel                       | Episódio: "9 de setembro"                      |
| 2024    | Garota do Momento                             | Juliano Alencar                      |                                                |

### Cinema
| Ano  | Título                                           | Personagem   | Nota     |
| ---- | ------------------------------------------------ | ------------ | -------- |
| 2000 | A Hora Marcada                                   | Sicrano      |          |
| 2000 | Duas Vezes com Helena                            | Polydoro     |          |
| 2000 | Dinossauro                                       | Aladar (voz) | Dublagem |
| 2001 | Bellini e a Esfinge                              | Remo Bellini |          |
| 2003 | Cristina Quer Casar                              | Paulo        |          |
| 2004 | Sexo, Amor e Traição                             | Thomás       |          |
| 2004 | Espelho d'Água - Uma Viagem no Rio São Francisco | Henrique     |          |
| 2007 | Primo Basílio                                    | Basílio      |          |
| 2008 | Bellini e o Demônio                              | Remo Bellini |          |
| 2009 | Do Começo ao Fim                                 | Alexandre    |          |
| 2011 | País do Desejo                                   | Padre José   |          |
| 2012 | Totalmente Inocentes                             | Vanderlei    |          |
| 2016 | Entre Idas e Vindas                              | Afonso       |          |
| 2021 | L.O.C.A.                                         | Prof. Carlos |          |
| 2023 | Meu Nome É Gal                                   | Miranda      |          |
| 2024 | Motel Destino                                    | Elias        | [ 50 ]   |

### Videoclipe
como diretor
| Ano  | Título      | Artista      | Album    |
| ---- | ----------- | ------------ | -------- |
| 2018 | "Lia Ideia" | Gilberto Gil | OK OK OK |

## Teatro
Como ator
| Ano  | Título                             | Personagem       |
| ---- | ---------------------------------- | ---------------- |
| 1986 | A Bruxinha que Era Boa             | _                |
| 1988 | Barrela                            | Garoto           |
| 1988 | Beijo no Asfalto                   | Arandir          |
| 1989 | Estrelas da Janela                 | _                |
| 1991 | Blue Jeans                         | Serginho         |
| 1993 | Bate Outra Vez                     | Ele mesmo        |
| 1995 | Oeste (True West)                  | Austin           |
| 1997 | Paixão de Cristo de Nova Jerusalém | Jesus            |
| 2000 | Quem Tem Medo de Virginia Woolf?   | Nick             |
| 2011 | Adultérios                         | Fred / Jim Swain |
| 2018 | Dogville                           | Chuck            |

Como diretor
| Ano  | Título                   | Nota            |
| ---- | ------------------------ | --------------- |
| 2012 | O Expresso do Por do Sol | Também Produtor |
| 2015 | Dias de Vinho e Rosas    | Diretor         |

## Prêmios e indicações
| Ano  | Prêmio                                      | Categoria                                     | Trabalho                               | Resultado |
| ---- | ------------------------------------------- | --------------------------------------------- | -------------------------------------- | --------- |
| 1997 | Troféu Imprensa                             | Melhor Ator                                   | O Rei do Gado                          | Indicado  |
| 2001 | Prêmio Qualidade Brasil                     | Melhor Ator                                   | Os Maias                               | Venceu    |
| 2002 | Meus Prêmios Nick                           | Ator Favorito                                 | Coração de Estudante                   | Venceu    |
| 2002 | Capricho Awards                             | Melhor Ator Nacional                          | Coração de Estudante                   | Indicado  |
| 2002 | Melhores do UOL e PopTevê                   | Melhor Ator                                   | Coração de Estudante                   | Venceu    |
| 2003 | Prêmio Contigo! de TV                       | Melhor Ator                                   | Coração de Estudante                   | Indicado  |
| 2003 | Prêmio Contigo! de TV                       | Melhor Par Romântico (com Helena Ranaldi)     | Coração de Estudante                   | Indicado  |
| 2003 | Prêmio Guarani de Cinema Brasileiro         | Melhor Ator Coadjuvante                       | Cristina Quer Casar                    | Indicado  |
| 2003 | Prêmio TV Press                             | Protagonista Masculino                        | Celebridade                            | Venceu    |
| 2004 | Prêmio Contigo! de TV                       | Melhor Ator                                   | Celebridade                            | Venceu    |
| 2004 | Prêmio Extra de Televisão                   | Melhor Ator                                   | Celebridade                            | Indicado  |
| 2004 | Prêmio Qualidade Brasil                     | Melhor Ator                                   | Celebridade                            | Venceu    |
| 2004 | Melhores do Ano                             | Melhor Ator                                   | Celebridade                            | Indicado  |
| 2004 | Troféu Leão Lobo                            | Melhor Ator                                   | Celebridade                            | Indicado  |
| 2004 | Meus Prêmios Nick                           | Ator Favorito                                 | Celebridade                            | Venceu    |
| 2005 | Troféu Imprensa                             | Melhor Ator                                   | Celebridade                            | Indicado  |
| 2006 | Prêmio Contigo! de TV                       | Melhor Ator                                   | Mad Maria                              | Indicado  |
| 2007 | Prêmio Qualidade Brasil                     | Melhor Ator                                   | Primo Basílio                          | Indicado  |
| 2007 | Melhores do Ano                             | Melhor Ator                                   | Paraíso Tropical                       | Indicado  |
| 2008 | Prêmio Contigo! de TV                       | Melhor Ator                                   | Paraíso Tropical                       | Indicado  |
| 2008 | Prêmio Contigo! de TV                       | Melhor Par Romântico (com Alessandra Negrini) | Paraíso Tropical                       | Indicado  |
| 2008 | Los Angeles Brazilian Film Festival         | Melhor Ator                                   | Bellini e o Demônio                    | Venceu    |
| 2009 | Festival Internacional de Cinema de Porto   | Melhor Ator                                   | Bellini e o Demônio                    | Indicado  |
| 2010 | Prêmio Renato Russo – Ousadia & Arte        | Melhor Ator                                   | Homenagem                              | Venceu    |
| 2010 | Prêmio Qualidade Brasil                     | Melhor Ator de Série                          | Dalva e Herivelto - Uma Canção de Amor | Venceu    |
| 2011 | Prêmio Contigo! de TV                       | Melhor Ator de Série                          | Dalva e Herivelto - Uma Canção de Amor | Venceu    |
| 2011 | International Emmy Awards                   | Best Performance by an Actor                  | Dalva e Herivelto - Uma Canção de Amor | Indicado  |
| 2011 | Troféu Istoé - Personalidade do Ano         | Personalidade do Ano                          | Ele mesmo                              | Venceu    |
| 2012 | Festival Curta Cabo Frio                    | Troféu Nelson Pereira dos Santos              | Homenagem                              | Venceu    |
| 2012 | Prêmio Contigo! de TV                       | Melhor Ator de Série ou Minissérie            | Tapas & Beijos                         | Indicado  |
| 2013 | Prêmio Contigo! de TV                       | Melhor Ator de Série                          | Tapas & Beijos                         | Indicado  |
| 2013 | Prêmio Quem de Teatro                       | Melhor Diretor                                | O Expresso do Por do Sol               | Venceu    |
| 2015 | Troféu APCA                                 | Melhor Diretor                                | Dias de Vinho e Rosas                  | Indicado  |
| 2018 | Troféu APCA                                 | Melhor Ator                                   | Onde Nascem os Fortes                  | Venceu    |
| 2018 | Troféu UOL TV e Famosos                     | Melhor Ator (críticos)                        | Onde Nascem os Fortes                  | Venceu    |
| 2018 | Troféu Observatório da Televisão            | Melhor Ator                                   | Onde Nascem os Fortes                  | Venceu    |
| 2018 | Melhores da TV Press                        | Melhor Ator                                   | Onde Nascem os Fortes                  | Venceu    |
| 2018 | Prêmio Extra de Televisão                   | Melhor Ator                                   | Onde Nascem os Fortes                  | Indicado  |
| 2019 | Prêmio Bibi Ferreira[carece de fontes?]     | Melhor Ator Coadjuvante em Peça de Teatro     | Dogville                               | Venceu    |
| 2019 | Prêmio Cenym                                | Melhor Ator Coadjuvante                       | Dogville                               | Venceu    |
| 2019 | Prêmio Cenym                                | Melhor Elenco                                 | Dogville                               | Indicado  |
| 2020 | Prêmio F5                                   | Homem Mais Sexy                               | Ele mesmo                              | Indicado  |
| 2020 | Prêmio Men of the Year Brasil               | Personalidade                                 | Ele mesmo                              | Venceu    |
| 2021 | Prêmio F5                                   | Melhor Ator de Série                          | Onde Está Meu Coração                  | Indicado  |
| 2021 | Melhores do Ano NaTelinha                   | Melhor Ator                                   | Onde Está Meu Coração                  | Indicado  |
| 2021 | Prêmio Contigo! de TV                       | Melhor Ator Coadjuvante de Novela ou Série    | Onde Está Meu Coração                  | Indicado  |
| 2022 | CCXP Awards                                 | Melhor Ator Série (Brasil)                    | Onde Está Meu Coração                  | Indicado  |
| 2023 | Prêmio iBest                                | Influenciador Protagonista                    | Todas as Flores                        | Indicado  |
| 2023 | Melhores do Ano NaTelinha                   | Melhor Ator                                   | Todas as Flores                        | Indicado  |
| 2023 | Prêmio ArteBlitz de Novela                  | Melhor Ator Vilão                             | Todas as Flores                        | Indicado  |
| 2023 | Veja - Retrospectiva do Ano da Coluna GENTE | Ator do Ano                                   | Todas as Flores e Fim                  | Venceu    |
| 2024 | Prêmio Grande Otelo                         | Melhor Ator de Série                          | Fim                                    | Indicado  |
| 2024 | Splash Awards                               | Melhor Atuação em Filme Nacional              | Motel Destino                          | Indicado  |
| 2024 | Prêmio APCA de Cinema                       | Melhor Ator                                   | Motel Destino                          | Pendente  |
| 2025 | Prêmio Platino de Cinema Ibero-Americano    | Melhor Ator                                   | Motel Destino                          | Pendente  |
| 2025 | Prêmio iBest                                | Protagonista Influenciador                    | Garota do Momento                      | Pendente  |